# Gheorghe Hagi
Gheorghe Hagi (født 5. februar 1965) er en tidligere rumænsk fodboldspiller, og nuværende ejer af og manager for Liga I klubben Farul Constanța. Som angribende midtbanespiller blev Hagi anset for at være en af de bedste spillere i verden i 1980erne og 1990erne og er blevet kaldt den største rumænske fodboldspiller gennem tiderne.

## Karriere som fodboldspiller
Georghe Hagi debuterede i 1982 for Farul Constanta i Rumænien i en alder af 17 år. I 1984 skiftede han til Sportul Studentesc, hvor han efter 3 sæsoner skiftede til Steaua Bucharest. Han scorede 85 mål i 97 kampe. I Steaua Bucharest vandt han 3 rumænske mesterskaber i træk.
Efterfølgende spillede han for Real Madrid i 1990-1992. Hagi havde 2 skuffende sæsoner i klubben, hvor han kun scorede 15 mål i 64 kampe.
Efter Real Madrid spillede han for Brescia, hvor han i første sæson scorede 5 mål i 31 kampe. Det andet år han spillede i Brescia var han på B holdet.
I 1994-1996 spillede Hagi for FC Barcelona. Han scorede 9 mål i 21 kampe i løbet af de 2 sæsoner, han spillede der.
Derefter spillede Hagi i den tyrkiske klub Galatasaray A.S.. Han spillede i klubben i 5 sæsoner, hvilket førte til at klubben kom på en førsteplads 4 gange og en andenplads 1 gang. I 2000 vandt klubben UEFA-cupen over Arsenal FC efter straffespark. Hagi har spillet i 703 kampe og har scoret 308 mål.

## Karriere som træner
Hagi blev fodboldtræner for det rumænske landshold i 2001, men blev fyret 6 måneder senere efter at holdet ikke havde kvalificeret sig til World Cup.
I 2003 blev Hagi træner for den tyrkiske klub Bursaspor, men forlod klubben igen efter en skuffende start på sæsonen.
Hagi trænede klubben Galatasaray i sæsonen 2004-2005. I 2005 ledte han holdet til finalen i Turkish Cup, men hans kontrakt blev ikke forlænget.
Hagi var i 2006 træner for Politehnica Timișoara og i 2007 træner for Steaua București.
I 2010 blev Hagi igen træner for Galatasaray, men fyret allerede 5 måneder efter i 2011.
I 2009 blev grundlagde Hagi klubben Viitorul Constanța og blev dens ejer og udnævnte sig selv til dens træner i september 2014. Klubben blev i 2021 fusioneret med klubben Farul Constanta og stadig med Hagi som træner.

## Hæder
- Årets fodboldspiller i Rumænien 1985, 1987, 1993, 1994, 1997, 1999 og 2000.[7]
- Topscorer i Liga I i sæsonerne 1984/85 (20 mål) og 1985/86 (31 mål).
- Spansk supercup vinder i sæsonerne 1989/90 og 1990/91 (for Real Madrid og 1993/94 og 1994/95 for FC Barcelona.
- Champions League deltager i 1998, 1999, 2000 og 2001 (alle for Galatasaray).
- World Cup deltager i 1990, 1994 og 1998 (alle for Rumænien)
- UEFA Euro deltager i 1984, 1996 og 2000 (alle for Rumænien)